# 青柳信五郎
青柳 信五郎（あおやぎ しんごろう、1869年2月17日（明治2年1月7日）- 1914年（大正3年）11月22日）は、明治期の地主、政治家。衆議院議員。

## 経歴
越後国三島郡河根川村（新潟県三島郡王寺川村大字河根川を経て現長岡市河根川町）で、大地主・農業、青柳逸庵の五男として生まれる。漢学を修めた。1884年（明治17年）に英学を修め大学予備門に進んだが、家庭の事情で勉学を断念し1890年（明治23年）に帰郷した。
大寺川村会議員、三島郡会議員、新潟県会議員などを務めた。自由主義を標榜し、立憲政友会が組織されると入党して新潟県支部幹事に就任し、党勢の拡大に尽力した。1903年（明治36年）3月、第8回衆議院議員総選挙に新潟県郡部から政友会所属で出馬して初当選。以後、1908年（明治41年）5月の第10回総選挙まで再選され、衆議院議員に連続3期在任した。

## 国政選挙歴
- 第8回衆議院議員総選挙（新潟県郡部、1903年3月、立憲政友会）当選[5]
- 第9回衆議院議員総選挙（新潟県郡部、1904年3月、立憲政友会）当選[5]
- 第10回衆議院議員総選挙（新潟県郡部、1908年5月、立憲政友会）当選[6]